# Hwasong-12
Die Hwasong-12, auch als KN-17 bezeichnet, ist eine ballistische Mittelstreckenrakete, die sich derzeit in Nordkorea in Entwicklung befindet. Von den US-amerikanischen Streitkräften wurde früher eine in Nordkorea weiterentwickelte R-17-Rakete vorübergehend als KN-17 bezeichnet, was zu Verwirrungen führen kann.
Erst 2017 wurde in nordkoreanischen Medien über die Hwasong-12 berichtet. Über den genauen Aufbau ist wenig bekannt. Bildern zufolge handelt es sich um eine einstufige Rakete ohne Stabilisierungsflossen, dafür mit Steuerdüsen. Analysten vermuten, dass die Hwasong-12 eine Testversion für die erste Stufe der Hwasong-14 darstellt und nicht als eigenständige Rakete Verwendung finden soll.
Insgesamt hat es bis September 2017 sechs Tests der Hwasong-12 gegeben. Während die ersten drei fehlschlugen und die Raketen bereits nach kurzer Zeit explodierten oder abstürzten, war der vierte Start erfolgreich. Die Rakete flog in 30 Minuten bis in eine Entfernung von 787 km und erreichte dabei eine maximale Höhe von 2.111 km. Bei einer weniger steilen Flugbahn wäre mit Sprengkopf eine Reichweite von 4.500 km möglich. Auch der fünfte Start war erfolgreich. Die Rakete flog über die japanische Insel Hokkaido, erreichte eine maximale Höhe von 550 km und landete 2200 km östlich von Hokkaido im Pazifik, die Flugstrecke betrug 3700 km.

## Raketentests 2022
Erstmals seit 2017 wurde am 30. Januar 2022 wieder eine Hwasong-12 von Nordkorea getestet. Laut Südkorea flog sie von der Provinz Jagang ostwärts ins Meer, erreicht hat sie 2000 km Höhe und 800 km Entfernung. Nordkorea zeigte am Folgetag Extremweitwinkelbilder, die die Erde aus Weltraumperspektive über der Koreanischen Halbinsel und die Abgaskondensationsspur des Raketentriebwerks zeigen – offenbar von der Rakete aus gemacht. Es war der siebente Raketentest seit Jahresbeginn, darunter der erste einer Interkontinentalrakete.
Kim Jong Un hatte wenige Tage zuvor schon erklärt sich nicht mehr an das Moratorium für ICBM-Tests gebunden zu fühlen, das von ihm 2018 ausgerufen wurde, als er sich mit dem US-Präsidenten Donald Trump traf. Der Test wäre nun erfolgreich verlaufen, die Rakete in Produktion.